# Besson MB-411
Besson MB-411 var ett franskt marin spaningsflygplan.
Flygplanet konstruerades av Marcel Besson för att användas av franska flottan i en ny typ av oceangående ubåt med flygplanshangar.
MB-411 var en vidareutveckling av MB-35 och MB-410. Konstruktionen av MB-410 påbörjades 1932 men redan under de första povflygningarna totalhavererade prototypen. Franska flottan som just fått sin ubåt Surcouf, beställde två flygplan för leverans till marinen som spaningsflygplan. 
MB-411 gavs en mer strömlinjeformad flygkropp och en större fena än MB-35 men i grova drag är flygplanen lika i utförande och konstruktion. För att spara utrymme och höjd ombord på ubåten vändes fenan i aktern på flygplanet nedåt. Flygplanet som var av lågvingad monotyp var utrustat med en stycken central flottör och två utriggare under vingarna som landställ. Vingarna kunde vikas in för att minska bredden på flygplanet när den förvarades ombord i ubåptens hangar. Piloten och spanaren satt i två öppna sittbrunnar rakt ovanför vingen. Totalt tillverkades två exemplar, det ena flygplanet levererades i september 1935 till ubåten Surcouf medan det andra exemplaret placerades på Aéronavale Escadrille 7-s-4 i St. Mandrier.  